# Рашевський Микола Петрович
Микола Рашевський (9 листопада 1899 р, Чернігів, Російська імперія — 16 січня 1972, Голланд, США) — американський фізик-теоретик, один із піонерів математичної біології, батько математичної біофізики та теоретичної біології.

## Життєпис
Микола Рашевський вивчав теоретичну фізику в Київському Імператорському університеті Св. Володимира.
У 1917 році після Жовтневої революції Микола Рашевський приєднався до військово-морського флоту Білої Армії, а в 1920 році він і його дружина графиня Емілі були змушені тікати до Константинополя (Туреччина), де він викладав в Американському коледжі. У 1921 році вони переїхали до Праги, де викладав як спеціальну, так і загальну теорію відносності.
З Праги він переїхав у 1930-х роках до Парижа, а потім до Нью-Йорка, Пітсбурга та Чикаго (США).
У США він спочатку працював у дослідницькій лабораторії Westinghouse у Піттсбурзі, зосередившись на теоретичному фізичному моделюванні клітинного поділу та математиці клітинного поділу.
У 1934 році він отримав стипендію Рокфеллера і поїхав до Чиказького університету, щоб обійняти посаду доцента на кафедрі фізіології.
На початку 1930-х років Рашевський розробив першу модель нейронних мереж. Згодом це було перефразовано в булевому контексті його учнем Уолтером Піттсом разом з Уорреном МакКалохом у статті, опублікованій у Віснику математичної біофізики Рашевського в 1943 році Згодом стаття Піттса-МакКаллоха стала надзвичайно впливовою для досліджень штучного інтелекту та штучних нейронних мереж.
У 1938 році він опублікував свою першу книгу про математичну біофізику, а у 1939 році він написав першу книгу з математичної біології. Дружина Емілі дуже підтримувала та цінувала його наукові зусилля, супроводжуючи його на наукових зустрічах, які він ініціював або відвідував.
Як головний редактор Віснику математичної біофізики Рашевський мав проголошену політику допомоги авторам в оптимізації представлення поданих статей. Запропоновані ним зміни та доповнення у подальшому мали продовження у розробках авторів. Йому вдавалося залишатися осторонь будь-якої наукової «політики» більшу частину часу, навіть за дуже несприятливих обставин, таких як ті, що були в епоху маккартизму, коли абсолютно необґрунтовані політичні звинувачення висувалися проти одного або двох членів його близької дослідницької групи.
У 1972 році Рашевський помер від серцевого нападу, спричиненого ішемічною хворобою серця.

## Найвидатніші учні Рашевського
Деякі з найвидатніших аспірантів Рашевського, які здобули докторський ступінь під його керівництвом, були: Джордж Карреман, Герберт Даніель Ландаль, Клайд Кумбс, Роберт Розен і Анатоль Рапопорт. У 1948 році курс математичної біології Рашевського перейняв Анатоль Рапопорт.

## Адміністративні та політичні перешкоди
Його більш просунуті ідеї та концепції абстрактної реляційної біології спочатку не знайшли підтримки серед практикуючих експериментаторів або молекулярних біологів, хоча сучасні розробки в біології складних систем явно йдуть його стопами.
У свої останні роки, після 1968 року, він знову став дуже активним у реляційній біології, а також очолив у 1970 році перший міжнародний «Симпозіум математичної біології» в Толедо, штат Огайо, США.

## Роботи
- Фізико-математичні аспекти збудження і проведення в нервах. , Симпозіуми Колд-Спрінгс-Харбор з кількісної біології. IV: Явища збудження. , 1936, стор. 90.
- Математична біофізика: Фізико-математичні основи біології. ун-т Чикаго Прес. : Chicago Press, 1938/1948 (2-е вид.).
- Математична теорія людських відносин: підхід до математичної біології соціальних явищ. Bloomington, ID: Principia Press, 1947/1949 (2-е видання)
- Топологія та життя: у пошуках загальних математичних принципів у біології та соціології. Вісник математичної біофізики 16 (1954): 317—348.
- Праці Міжнародної школи фізики «Енріко Фермі», курс 16, Фізико-математичні аспекти біології. : Академічна преса, 1964
- Деякі медичні аспекти математичної біології. Спрінгфілд, Іллінойс: Чарльз К. Томас, 1964
- Представлення організмів у термінах предикатів, Бюлетень математичної біофізики 27 (1965): 477—491.
- Схема єдиного підходу до фізики, біології та соціології. , Вісник математичної біофізики 31 (1969): 159—198.
- Дивлячись на історію через математику, 1972
- Організмові набори. , William Clowes & Sons. , Лондон, Беклз і Кочестер, 1972.

### Базове питання з основ біології
Рашевський розробив власний надзвичайно оригінальний підхід до розв'язання фундаментального питання «Що таке життя?», яке інший фізик-теоретик, Ервін Шредінгер, поставив перед ним з вужчої точки зору квантової теорії в біології.